# 勒梅亚尔
勒梅亚尔（法語：Le Meillard，法語發音：[lə mɛjaʁ]）是法国上法蘭西大區索姆省的一个市镇，属于亚眠区。

## 地理
勒梅亚尔（50°10'17"N, 2°11'42"E）面积6.93 平方千米，位于法国上法蘭西大區索姆省，该省份为法国北部沿海省份，北起加来海峡省和北部省，西接滨海塞纳省和大西洋英吉利海峡，南至瓦兹省，东临埃纳省。
与勒梅亚尔接壤的市镇（或旧市镇、城区）包括：贝阿尔库尔、贝尔纳维尔、布瓦贝格、欧蒂河畔弗罗昂、厄兹库尔、梅兹罗勒、乌特勒布瓦。
勒梅亚尔的时区为UTC+01:00、UTC+02:00（夏令时）。

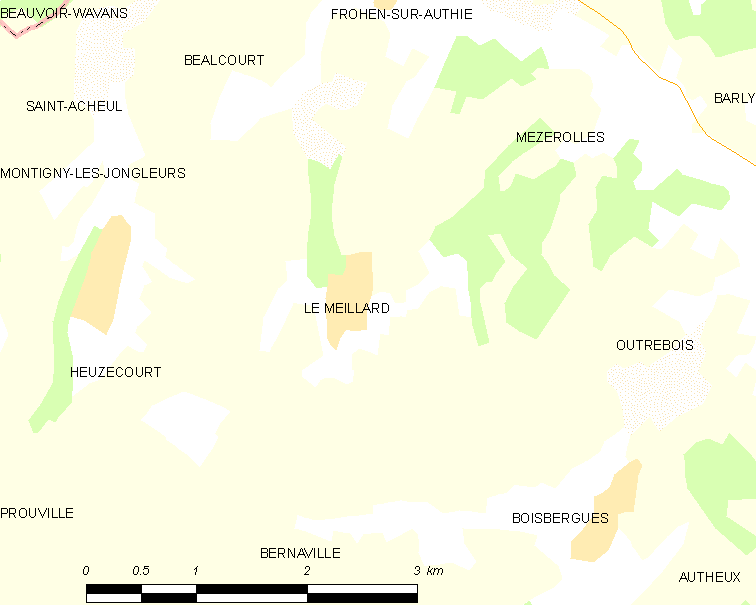
勒梅亚尔的OSM定位图

## 行政
勒梅亚尔的邮政编码为80370，INSEE市镇编码为80526。

## 政治
勒梅亚尔所属的省级选区为杜朗县。

## 人口

1962-2008年间勒梅亚尔人口变化图示

勒梅亚尔于2022年1月1日时的人口数量为153人。